# غاروی
غاروی یک منطقهٔ مسکونی در سومالی است که در Nugal واقع شده‌است. غاروی ۱۸ کیلومتر مربع مساحت و ۵۷٬۹۹۱ نفر جمعیت دارد و ۴۶۵ متر بالاتر از سطح دریا واقع شده‌است.